# Gochnatioideae
Les Gochnatioideae són una subfamília dins la família de plantes asteràcia. Només conté una sola tribu, Gochnatieae. There are six genera, Té un total d'unes 80 a 90 espècies. Són plantes natives d'Amèrica des del sud dels Estats Units a l'Argentina, incloent el Carib, i Cuba en particular.
Les espècies prenen la forma d'arbres, arbusts o subarbusts i d'herbàcies perennes. La seva inflorescència és un capítol solitari en grup. Són normalment de color blanc a taronja però algunes espècies tenen capítols rosats o porpra.

## Gèneres[2]
- Anastraphia
- Cnicothamnus
- Cyclolepis
- Gochnatia
- Pentaphorus
- Richterago